# 巴什拜·乔拉克·巴平
巴什拜·乔拉克·巴平（Баспай Шолақұлы Бапин，1889年—1953年11月21日），哈萨克族，新疆察汗托海（今裕民县吉也克乡）人，中华民国及中华人民共和国慈善家、官员。

## 生平
1889年，出生于察汗托海的一个牧民家庭。1919年开始经营牧业，将裕民县的哈萨克羊与野生盘羊杂交，培育出巴什拜羊。
1935年，投资兴办了裕民县第一座九年制学校，并出钱为教职工发工资。1936年，为塔城第一家电力股份公司“新光电灯股份公司”投资羊700只，牛70头，马7匹。1937年兴建塔城人民俱乐部、1939年兴建塔城高中时，他都曾捐献。1941年，响应塔城行政区行政长赵剑锋发出的修建塔城至察汗托海的大桥的号召，捐款5500元，修建塔城——裕民（额敏河）公路大桥。1942年7月该桥建成后，10月20日塔城行政公署举办落成典礼，将其命名为“巴什拜依大桥”。
抗日战争初期，捐献马200匹。抗日战争中期，捐献战马500匹。1940年代初，苏联蘇德戰爭中，又主动捐给苏联政府战马400匹。
1945年，为解决三区革命军的肉食，先后捐献羊近1000只，牛100头，马250匹，并且出钱为部队购置衣物。1947年9月，为三区革命军捐马250匹，以平定乌斯满叛乱。
1945年8月至1952年5月，任塔城专区专员。1951年，为支持抗美援朝战争，个人捐献一架战斗机。
1953年11月4日，巴什拜在参加中共中央统战部、国家民委组织的全国少数民族参观团，到浙江杭州参观时病逝，享年64岁。遗体运回塔城，安葬在裕民县切格村。